# Johan Mörder
Johan baron van Mörder (Daskow an der Recknitz, rond 1590 - 1651) was een officier in het kamp van de Habsburgse keizer tijdens de Dertigjarige Oorlog.
In 1622 diende hij in het regiment van hertog Julius Heinrich von Sachsen-Lauenburg. In 1636 was hij commandant van een Pools regiment te voet. In 1644 veroverde hij Oppeln op de Zweden. In 1647-1648 was hij commandant van een Duits regiment te voet, gerekruteerd in Silezië, dat vocht bij Brieg (Brzeg in het huidige Polen) tegen Zweedse troepen.